# شیبانی (بشرویه)
شیبانی یک روستا در استان خراسان جنوبی ایران است که در شهرستان بشرویه واقع شده‌است. شیبانی ۲۹ نفر جمعیت دارد.